# Marjana
Marjana je žensko osebno ime.

## Izvor imena
Ime Marjana bi danes lahko imeli za žensko obliko moškega osebnega imena Marjan. Najpogosteje pa to ime razlagajo kot zloženko imen Marija in Ana.

## Različice imena
- ženske različice imena: Marijana, Marijanca, Marijane, Marijanica, Marijanka, Marjanca, Marjane, Marjanica, Marjanka,
- moški različici imena: Marjan, Marijan

## Pogostost imena
Po podatkih Statističnega urada Republike Slovenije je bilo na dan 31. decembra 2007 v Sloveniji število ženskih oseb z imenom Marjana: 3.441. Med vsemi ženskimi imeni pa je ime Marjana po pogostosti uporabe uvrščeno na 77. mesto.

## Osebni praznik
V koledarju se ime Marjana uvršča k imenu Marjan oziroma Marija.

## Zmane osebe
- Marjana Deržaj, slovenska pevka zabavne glasbe
- Marjana Lipovšek, slovenska koncertna in operna pevka